# Deutsche Schule Moskau
Die Deutsche Schule Moskau (russisch Немецкая школа в Москве Nemezkaja schkola w Moskwe) ist die Schule der Deutschen Botschaft in Moskau und eine von 140 privaten Deutschen Auslandsschulen weltweit. Sie trägt seit Mitte der 1990er Jahre den Namen des deutsch-russischen Mediziners, Humanisten und Wohltäters Friedrich Joseph Haass, des „heiligen Doktors von Moskau“.
Die Schule und der Kindergarten befinden sich auf einem Gelände, das als diplomatische Liegenschaft zur Deutschen Botschaft Moskau gehört und daher dem Wiener Übereinkommen über diplomatische Beziehungen unterliegt. Dies gilt auch für die Filiale des Kindergartens in der ul. Mosfilmowskaja.

## Pädagogisches Konzept
Die Schule umfasst die Grundschule sowie Sekundarstufe I und Sekundarstufe II. Schulleiter ist seit dem Schuljahr 2021/22 Peter Jigalin. Unterrichtet wird seit 2009 nach dem Lehrplan des Landes Thüringen. Der höchste Abschluss ist die Deutsche Internationale Abiturprüfung, welche jährlich im Schnitt von 20 Schülern abgelegt wird. Neben der Schule gibt es einen deutschen Kindergarten, einen Hort, einen Jugendclub sowie zahlreiche Arbeits- und Interessengemeinschaften. Die Schule besuchen über 400 Schüler. Voraussetzung für eine Aufnahme sind neben der deutschen Staatsangehörigkeit oder derjenigen eines anderen Mitgliedstaats der Europäischen Union von mindestens einem Elternteil die altersgerechte Beherrschung der deutschen Sprache. Ausnahmeregelungen bezüglich der Staatsangehörigkeit sind nur in Abstimmung mit der deutschen Botschaft möglich.

## Geschichte
Anfang des 18. Jahrhunderts wurde durch den evangelischen Pastor Ernst Glück als erste deutsche Schule in Russland in Moskau ein Gymnasium gegründet. Im Laufe der folgenden zwei Jahrhunderte gab es sowohl evangelische als auch eine katholische deutsche Schule in Moskau.
Nach Ende des Zweiten Weltkrieges und mit der Gründung der Bundesrepublik Deutschland sowie der Deutschen Demokratischen Republik etablierten sich zwei deutsche Schulen in Moskau, die den jeweiligen Botschaften zugehörig waren: Anfang der 1960er Jahre gab es eine kleine Schule der Botschaft der Bundesrepublik Deutschland mit unter 100 Schülern. Die Deutsche Botschaft übertrug den operativen Betrieb der Botschaftsschule dem seit 1961 in Deutschland eingetragenen „Deutschen Schul- und Kindergarten-Verein Moskau“. Der Verein wird auf Grundlage des Auslandsschulgesetzes von der Bundesrepublik Deutschland personell und finanziell gefördert.
Die Schule der Botschaft der DDR mit Aula, Sportsaal und Sportplätzen sowie einem Kindergarten wurde in den frühen 70er Jahren im 'Nemgorodok' (Deutsches Städtchen) im Südwesten Moskaus am Prospekt Wernadskowo im gleichnamigen Wohngebiet Wernadskowo 103 eröffnet. 
Die Schule wurde zuletzt von bis zu 550 Schülern besucht. Nach dem Ende der DDR übernahm die Bundesrepublik die Wohn- und Verwaltungsgebäude im „Nemgorodok“ und die Schule. Das Wohngebiet wird durch die Bundesanstalt für Immobilienaufgaben  verwaltet.
Die Schule hat das Zertifikat Exzellente Deutsche Auslandsschule im Jahr 2010 erhalten und im Jahr 2016 verteidigt.
2016 initiierten Lehrer der DSM das internationale Schülerprojekt „Erinnern, Gedenken, Versöhnen“, welches durch den Besuch Wladimir Putins eine besondere Aufmerksamkeit erhielt. Seit 2018 findet dieses Projekt – kurz unterbrochen durch die Pandemie – auch in der aktuellen Zeit zwischen der DSM und der Mittelschule 12 aus Rschew weiterhin im Zuge der Erinnerungskultur statt.

## Ehemalige
- Marija Wladimirowna Woronzowa (* 1985), Endokrinologin, Tochter von  Wladimir Putin
- Katerina Wladimirowna Tichonowa (* 1987), stellvertretende Prorektorin der Moskauer Lomonossow-Universität,  Tochter von  Wladimir Putin